# Trasporti a Milano

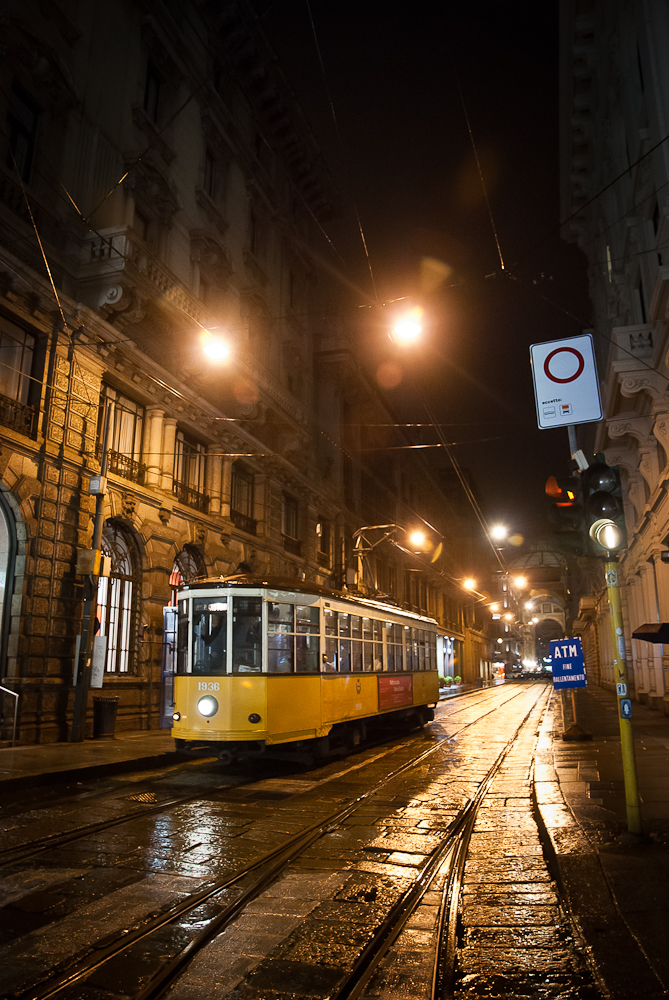
Un tram tipo 1928, simbolo per eccellenza del trasporto pubblico meneghino, di notte, in via Tommaso Grossi. Sullo sfondo la galleria Vittorio Emanuele II

Milano, capoluogo dell'omonima città metropolitana e della regione Lombardia, dispone di una estesa rete di trasporti che serve non solo l'intera città, ma che la collega anche con la sua estesa area metropolitana e il resto d'Italia.
Il sistema dei trasporti pubblici di Milano si compone di una rete di 5 linee metropolitane, una vasta rete tranviaria, un servizio ferroviario suburbano formato da 12 linee, un esteso servizio ferroviario regionale, una rete filoviaria composta da 4 linee, una rete automobilistica urbana e interurbana formata da più di 300 linee per oltre 4 000 km di lunghezza, un sistema autostradale composto da 10 tra autostrade e tangenziali e tre aeroporti, rispettivamente il secondo, il terzo e il quinto d'Italia per passeggeri. Il sistema del trasporto su ferro dell'area milanese è il primo d'Italia per estensione, sia considerando le singole reti sia complessivamente.
Le origini di questo complesso sistema risalgono al 1801, quando Eugenio di Beauharnais istituì un servizio consistente in nove carrozze dalla capacità di quattro persone ciascuna. Nel 1861, sotto il Regno d'Italia, venne creata la Società Anonima degli Omnibus e, da allora, la rete continuò a espandersi, per portare poi, dopo decenni di proposte, all'apertura della rete metropolitana nel 1964 e del passante ferroviario nel 1997.
La rete di trasporti pubblici è affidata a una decina di gestori, tra cui i principali sono ATM e Trenord.

## Storia

### Dalla fondazione all'unità d'Italia
L'istituzione di un servizio di trasporto pubblico a Milano risale al 1801, autorizzato da Eugenio di Beauharnais: il servizio consiste in nove carrozze dalla capacità di quattro persone ciascuna. Sempre nel 1801 si ha una prima regolamentazione dei percorsi e delle tariffe del servizio.
Nel 1805 Milano diventa capitale del Regno d'Italia, motivo per cui necessita di collegamenti più intensi verso l'esterno: nel 1813 viene fondata l'impresa Generale delle Diligenze e Messaggerie, che fornisce un servizio di vetture a cavallo da Milano per Vienna, Bologna, Firenze e Marsiglia. Oltre ai servizi terrestri, sono notevolmente sviluppati anche i servizi di trasporto fluviale lungo i navigli. Col ritorno degli Austriaci nella città, i trasporti fluviali subiscono importanti interventi: su tutti, viene reso completamente navigabile il Naviglio Pavese. Contemporaneamente vengono sistemate strade e ponti, e vengono istituite le Diligenze Erariali, responsabile anche del servizio postale.
Nel 1827, in un periodo di grande sviluppo dei trasporti, viene inaugurato il primo servizio di omnibus milanese, lungo la linea Milano-Lodi, a cui si affianca ben presto un collegamento verso Monza. Nel 1840 viene costruita la prima strada ferrata che collegherà Milano a Monza, mentre le linee di omnibus, ormai presente in ogni zona della città, continuano a crescere di numero.

### Dall'unità d'Italia al secondo dopoguerra

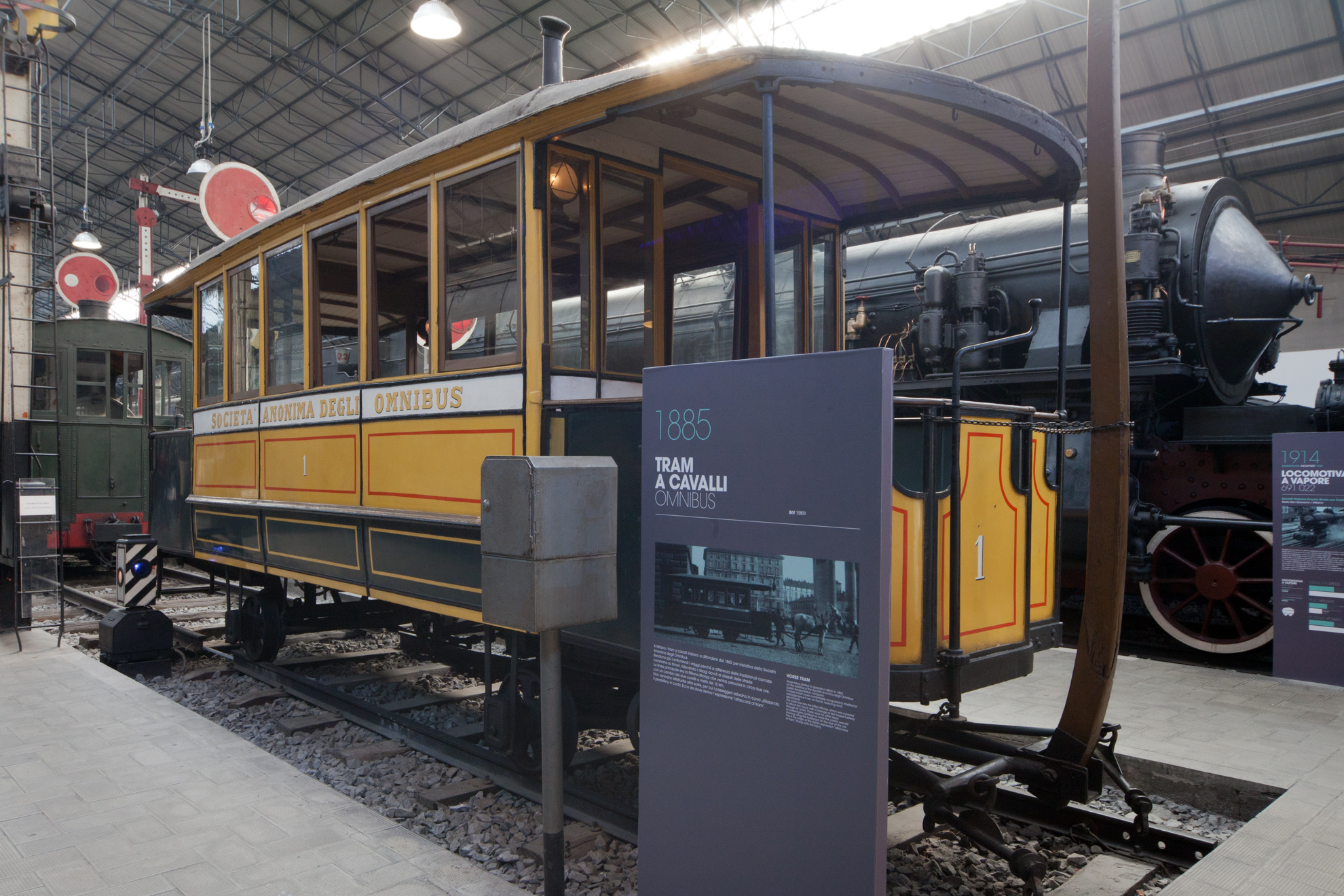
Omnibus a cavalli esposto al Museo nazionale della scienza e della tecnologia Leonardo da Vinci

La vita dei trasporti pubblici milanesi sotto il Regno d'Italia comincia nel 1861, quando si costituisce la Società Anonima degli Omnibus (SAO). La prima rete, comprendente tre linee di omnibus che si diramavano da piazza del Duomo, venne inaugurata il 1º gennaio 1862: il servizio prevede anche una sala d'aspetto e deposito bagagli, situati in piazza duomo 23. Lo sviluppo della città sotto l'unità d'Italia è confermato anche dal vertiginoso crescere dei trasporti pubblici: si passa nel 1868 ad avere trentacinque omnibus disposti su undici linee. È tuttavia grazie a questo straordinario sviluppo della rete dei trasporti, che si iniziano ad avere i primi problemi legati alla manutenzione delle strade e alla congestione dei mezzi. Sempre in questi anni si avvia un lungo dibattito sull'utilizzo di strade ferrate all'interno della città per il trasporto pubblico.
Nel 1876 viene quindi inaugurata la tranvia Milano-Monza, tranvia interurbana a trazione animale: il successo della linea è tale da orientare l'opinione pubblica a favore delle tranvie. Nel 1878, sull'onda di tale successo, venne inaugurata la prima linea urbana, da Porta Tenaglia a Porta Venezia.
La prima linea di tram elettrico, gestita dalla società Edison, venne inaugurata il 1º novembre 1893, con un percorso da piazza del Duomo fino a corso Sempione in gran parte l'itinerario è ancora percorso dal tram 1. Nel 1895 viene decisa la progressiva estensione dell'elettrificazione: i tram a cavalli, che nel 1896 coprivano una rete di 43 699 metri con 14 linee, usciranno definitivamente di scena per quanto riguarda la rete urbana il 5 dicembre 1901, con la conversione in elettrica della linea via Mercanti-via Filangieri, mentre l'ultima linea extraurbana a trazione equina, la Milano-Corsico, fu elettrificata nel 1903. Nel 1906, in occasione dell'esposizione internazionale svoltasi a Milano, viene realizzata la ferrovia sopraelevata, a trazione elettrica monofase, che sarebbe servita a trasportare i passeggeri tra i padiglioni del parco sempione e della piazza d'armi, al prezzo di 10 centesimi.
Un'"anomalia" caratterizza gli usi linguistici milanesi riguardo alle denominazioni dei mezzi pubblici. Infatti, il genere grammaticale attribuito alle diverse linee è diverso per i tram (di genere maschile) e gli autobus e filobus (di genere femminile). Questo uso risale a quando, prima del 1969, le linee tranviarie erano contraddistinte da numeri (e come tali erano "maschili": il 15, il 23 ecc.), mentre le linee di autobus erano contraddistinte da lettere (e quindi "femminili": la A, la N, ecc.). A partire dal 1969 il sistema venne modificato ed ora tutte le linee sono contraddistinte da numeri, ma il genere che era stato attribuito alle linee rimase anche quando cambiò il significante (la A divenne la 50, la N divenne la 61, ecc.), il che fece nascere questa apparente incongruenza.
Nel 1910 l'estensione e la numerosità delle linee è tale da essere costretti ad eseguire la prima numerazione dei mezzi di trasporto: le linee radiali vengono numerate dall'1 al 28, mentre le linee di circonvallazione, vengono numerate rispettivamente 29 e 30. Con la prima guerra mondiale, anche il servizio di trasporto pubblico risente della mancanza di manodopera maschile impegnata al fronte, che viene sostituita da donne e pensionati: in questo periodo i tram sono anche adibiti al trasporto feriti. Con il cessare delle ostilità, il servizio di trasporti della città torna ad espandersi assieme allo sviluppo della città e agli eventi che essa ospita; in questi anni si avrà l'introduzione degli scambi automatici. Nel 1922 si ha invece l'introduzione delle prime linee di autobus, esercite con mezzi ad accumulatori, che però riscuotono poco successo, perché considerate lente e antiestetiche.
Nel 1926 emergono due novità: per regio decreto-legge, viene imposta la circolazione sulla destra, mentre si inizia a parlare di una metropolitana per la città, viene infatti bandita una licitazione per la sua realizzazione. Il progetto tuttavia si rivela troppo oneroso, e verrà accantonato. L'avvento della guerra e i bombardamenti degli alleati colpiscono pesantemente la rete milanese, rendendo inoltre inservibile gran parte delle vetture.

### Dalla ricostruzione ai tempi odierni
La ricostruzione a Milano, coinvolge anche il trasporto e le infrastrutture pubbliche, e già nel 1950 le linee sono completamente ricostruite e operative: la rete tranviaria urbana possiede 35 linee, mentre quella filoviaria è estesa a più di 19 chilometri. Allo stesso tempo le ultime due linee tranviarie interurbane a vapore (Milano-Vittuone e Monza-Trezzo) vengono abolite.
Dopo decenni di proposte, nel 1957, iniziano finalmente i lavori per gli scavi della prima linea metropolitana, la cui prima tratta, che va da Sesto Marelli a Lotto, fu inaugurata il 1º novembre 1964. Nel 1969 viene inaugurata la seconda linea, a cui si aggiungerà una terza nel 1990.
Nel 1997 la rete di trasporti si arricchisce ulteriormente con l'apertura del passante ferroviario milanese, una ferrovia sotterranea realizzata con lo scopo di far arrivare i treni regionali provenienti da tutta la Lombardia fin nel centro di Milano, agevolando il traffico pendolare della città. Nel 2013 venne inaugurata una nuova linea metropolitana, la linea M5 (Tratta Bignami - Zara), a distanza di 23 anni dall'ultima, la linea M3.
Dopo diversi slittamenti, dovuti in parte alla pandemia di Covid-19 del 2020, il 26 novembre 2022 viene inaugurata la prima tratta della linea M4 tra le stazioni di Linate Aeroporto e Dateo, collegando il city airport al sistema metropolitano della città.

## Gestori

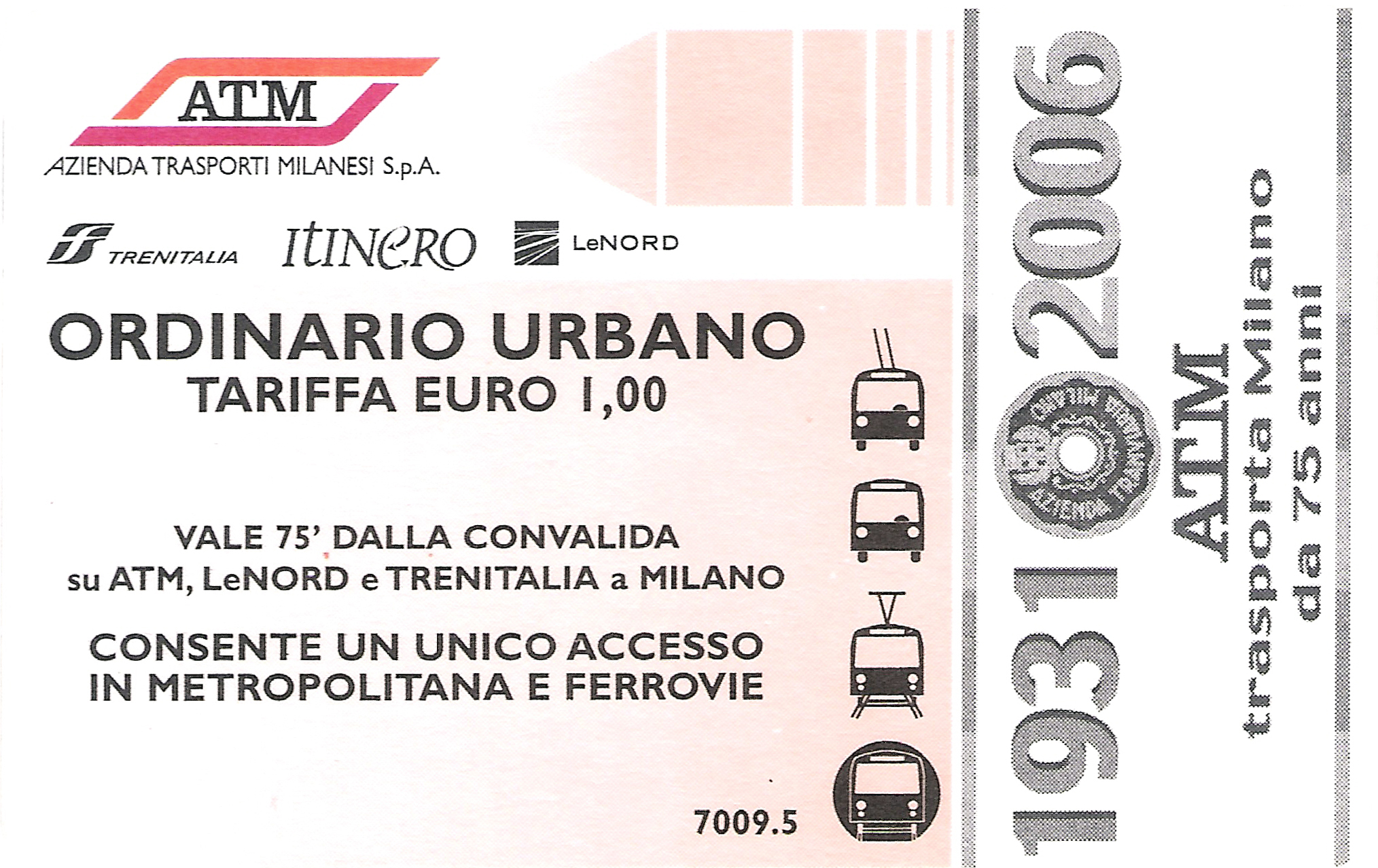
Un vecchio biglietto magnetico celebrativo di ATM

Il Trasporto pubblico locale milanese è un servizio sussidiato, contribuito cioè con risorse pubbliche che coprono una parte solitamente consistente dei costi di esercizio. Tramite concessioni o contratti di servizio, gli enti pubblici competenti affidano quindi la gestione dei servizi ad una o più aziende esercenti che nel caso dell'area milanese sono principalmente ATM e Trenord.
ATM, acronimo di Azienda Trasporti Milanesi che venne fondata nel 1931 con il nome di Azienda Tranviaria Municipale, si occupa della gestione della rete metropolitana, tranviaria, filoviaria e del people mover MeLA. Gestisce, inoltre, la rete di superficie automobilistica comunale e di area urbana.
Trenord, in origine Trenitalia LeNord, nacque nel 2009, su iniziativa di Trenitalia e delle Ferrovie Nord. Si occupa dell'intero trasporto pubblico locale ferroviario dell'area milanese e gestisce, quindi, il servizio ferroviario regionale, il servizio ferroviario suburbano e il servizio ferroviario aeroportuale Malpensa Express.
Le due aziende, inoltre, gestiscono in associazione temporanea di imprese la linea S5 del servizio ferroviario suburbano.
La rete interurbana è suddivisa in lotti e affidata a 6 differenti gestori: il lotto 1 ad AirPullman, il lotto 2 a Autoguidovie, il lotto 3 a Nord Est Trasporti, il lotto 4 a Autoguidovie, il lotto 5 a STAV e PMT e il lotto 6 a Movibus.
Nell'area milanese vi sono infine svariati servizi comunali gestiti anche da altre aziende locali (ad esempio Monza, Rho, San Donato Milanese, Cernusco sul Naviglio e altri).

## Quadro generale

Mappa completa delle linee suburbane e metropolitane di Milano

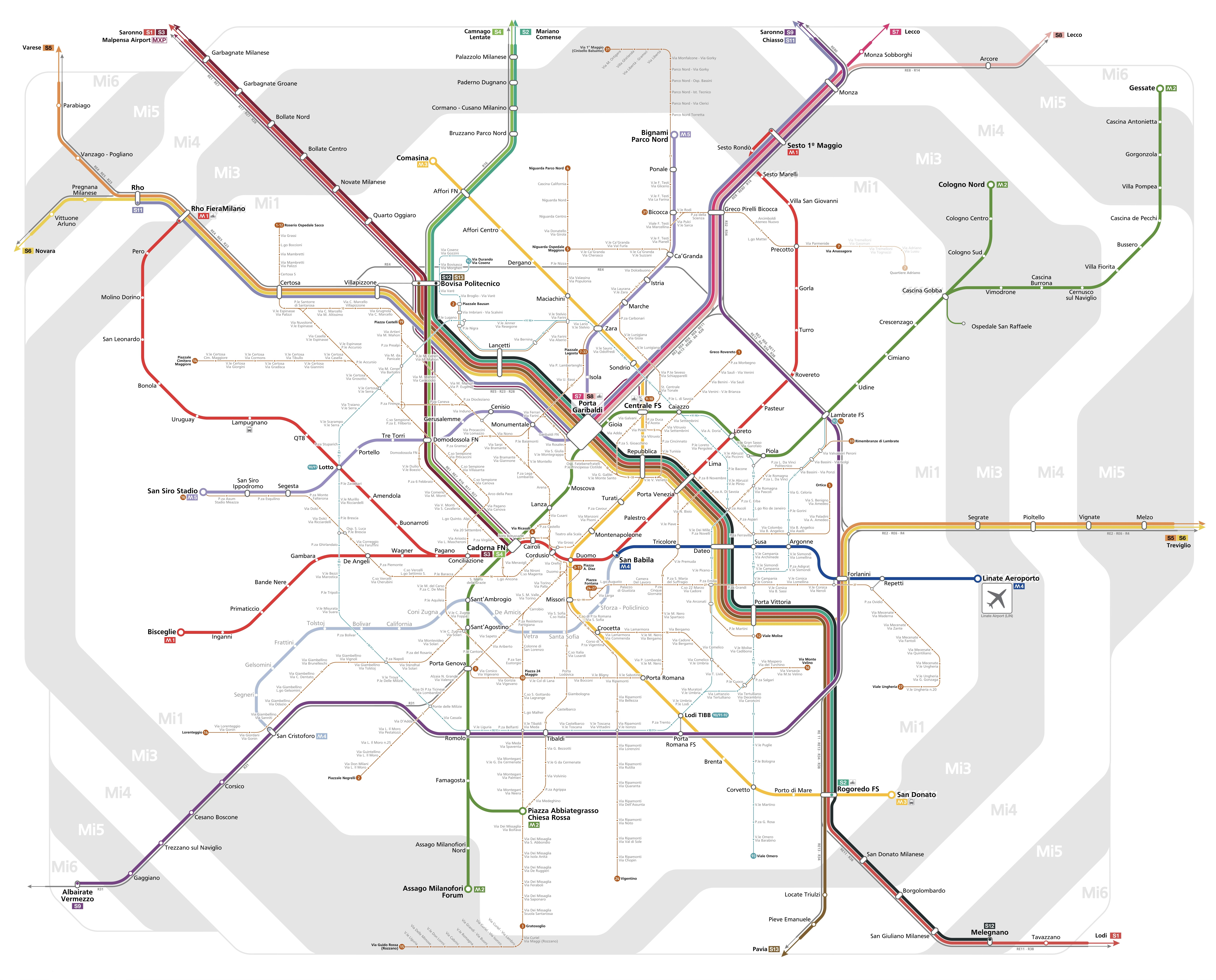
Mappa della rete suburbana, metropolitana, tranviaria e filoviaria, MalpensaExpress e tratte servite da linee R e RE.

### Metropolitana, people mover e tram

#### Metropolitana di Milano

Mappa della rete

La metropolitana di Milano entrò in servizio il 1º novembre 1964, con l'apertura della prima tratta della linea M1, dopo sette anni di lavori. Cinque anni più tardi, nel 1969, venne aperta la linea M2 e nel 1990, dopo nove anni di lavori, la linea M3. In anni recenti, precisamente nel 2013, si è aggiunta la linea M5; la linea M4 è stata aperta nel 2022.
Asse portante della rete di trasporti pubblici della città di Milano, con 1 590 000 passeggeri al giorno e 585 milioni di passeggeri l'anno, si compone di 5 linee per un totale di 112 km e 134 stazioni, risultando essere la più estesa e trafficata metropolitana d'Italia, tra le prime dieci d'Europa e le prime sessanta del mondo. Le linee sono identificate con un numero e un colore, che viene usato anche nelle mappe, nella livrea dei treni e nell'arredo delle stazioni. Inoltre, la segnaletica e l'allestimento della metropolitana, progettati da Franco Albini e Bob Noorda, sono stati premiati nel 1964 con il premio Compasso d'oro.
La metropolitana, oltre a coprire grandi porzioni del territorio cittadino, si estende anche nell'hinterland milanese, in particolare nella zona nord-est, nota come territorio della Martesana; sono infatti 23 i chilometri e 20 le stazioni oltre i confini comunali. Di seguito una tabella che riporta le caratteristiche principali di ogni linea:
| Linea | Percorso                                                          | Inaugurazione | Lunghezza | Stazioni | Passeggeri giornalieri |
| ----- | ----------------------------------------------------------------- | ------------- | --------- | -------- | ---------------------- |
|       | Sesto 1º Maggio FS ↔ Rho Fieramilano / Bisceglie                  | 1964          | 27,0 km   | 38       | 400 000                |
|       | Abbiategrasso / Assago Milanofiori Forum ↔ Cologno Nord / Gessate | 1969          | 40,4 km   | 35       | 360 000                |
|       | San Donato ↔ Comasina                                             | 1990          | 16,6 km   | 21       | 250 000                |
|       | Linate Aeroporto ↔ San Cristoforo                                 | 2022          | 15 km     | 21       | 40 000                 |
|       | Bignami ↔ San Siro Stadio                                         | 2013          | 12,9 km   | 19       | 95 000                 |

#### MeLA
Il MeLA, acronimo di Metropolitana Leggera Automatica, è un sistema ettometrico del tipo people mover, realizzato per collegare l'ospedale San Raffaele di Milano con la rete di trasporti pubblici della città. La linea, aperta il 12 luglio 1999, è lunga circa 600 metri e possiede due stazioni: una presso l'ospedale, l'altra nei pressi della stazione di Cascina Gobba della linea M2, cui è collegata. È gestita da ATM e compare, inoltre, nella mappa ufficiale della metropolitana.

#### Rete tranviaria

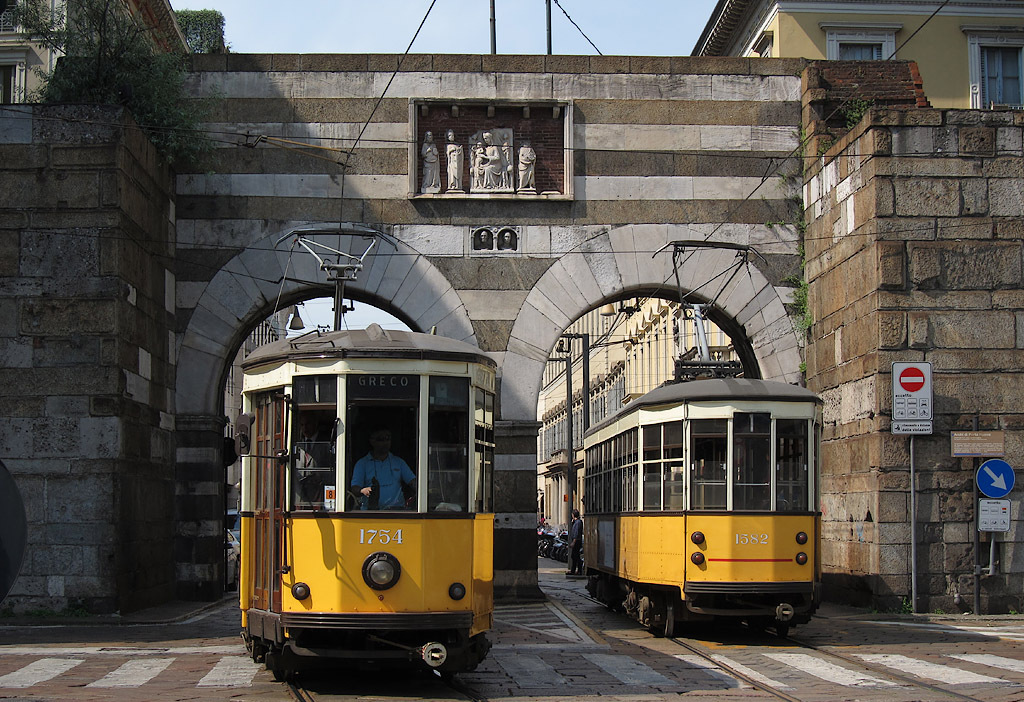
Tram serie 1500 in transito fra via Manzoni e piazza Cavour

L'attuale rete urbana

La rete tranviaria milanese vide i natali l'8 luglio 1876, con l'apertura della linea interurbana Milano-Monza. Fu però solo nel 1881 che venne aperta la prima linea urbana. Nel 1893, si passò dalla trazione animale a quella elettrica e, nei decenni successivi, la rete crebbe, fino a raggiungere la massima estensione nella prima metà del novecento. Nel secondo dopoguerra, tuttavia, complice anche la nascita di progetti per nuove linee metropolitane, la rete si avviò a un lento declino.
La rete si compone di 17 linee urbane, risultando la rete tranviaria più estesa d'Italia.
Per lungo tempo furono in funzione anche due linee interurbane, la Milano-Desio e la Milano-Limbiate, chiuse rispettivamente nel 2011 e nel 2022 in attesa della costruzione di metrotranvie su analogo percorso. Sul tracciato della Milano-Desio, nell'aprile 2023 sono stati avviati i lavori di costruzione della tranvia Milano-Seregno, con completamento previsto entro il 2025.
L'unica nuova linea tranviaria urbana in costruzione risulta essere la cosiddetta "gronda nord" ossia il prolungamento della linea 7 da via Anassagora a Cascina Gobba M2 (con collegamento pedonale) e lo spostamento del capolinea opposto da Piazzale Lagosta alla stazione Milano Certosa, a seguito della costruzione della nuova linea passante per i quartieri di Niguarda, Affori e Bovisa. Tale linea, la cui apertura è prevista per il 2026, connetterà, in ordine di percorso, Cascina Gobba M2, Precotto M1, la stazione di Milano Greco Pirelli, Bicocca M5, la tranvia 4, Affori Centro M3, la tranvia 2 e le stazioni ferroviarie di Milano Bovisa Politecnico, Milano Villapizzone e Milano Certosa (e di conseguenza le tranvie 1 e 12).
Le stesse vetture tranviarie, sono considerate un simbolo di Milano; tra i tram, i più caratteristici della rete tranviaria milanese sono le cosiddette tipo 1928 (serie 1500) costruite fra il 1928 e il 1932 in 502 esemplari e tuttora in circolazione in 163 unità.

##### Linee urbane
- 1 Greco (Rovereto) - Roserio Ospedale Sacco
- 2 Piazza Bausan - Piazzale Negrelli
- 3 Duomo - Gratosoglio
- 4 Cairoli - Niguarda (Parco Nord)
- 5 Ortica - Ospedale Maggiore (Niguarda)
- 7 Piazzale Lagosta - Via Anassagora
- 9 Centrale FS - Porta Genova FS
- 10 Viale Lunigiana - Piazza XXIV Maggio
- 12 Roserio Ospedale Sacco - Viale Molise
- 14 Cimitero Maggiore - Lorenteggio
- 15 Duomo - Rozzano (Via Guido Rossa)
- 16 San Siro Stadio - Via Monte Velino
- 19 Piazza Castelli - Lambrate FS
- 24 Fontana - Vigentino
- 27 Fontana - Viale Ungheria
- 31 Bicocca - Cinisello Balsamo (Via I Maggio)
- 33 Rimembranze di Lambrate - Piazzale Lagosta

##### Linee interurbane
- 178 Milano - Desio (sospesa nel 2011)[nota 2]
- 179 Milano - Limbiate (sospesa nel 2022)[nota 2]

### Trasporto ferroviario
Milano è un importante nodo per il traffico ferroviario passeggeri e merci. La città è raggiunta da alcune delle principali linee ferroviarie d'Italia: la Torino-Milano, la Milano-Venezia, la Milano-Genova e la Milano-Bologna; costituisce, inoltre, il punto di partenza delle due linee alpine del Sempione e del Gottardo ed è servita anche da tre linee ad alta velocità, la Torino-Milano, la Milano-Bologna e la Milano-Brescia. Non meno importante è il traffico pendolare che gravita intorno alla città.
Le tre stazioni più importanti della città, Milano Centrale, Milano Cadorna e Milano Porta Garibaldi, sono, rispettivamente, la seconda, l'ottava e la dodicesima stazione più trafficata d'Italia e formano, insieme, uno snodo ferroviario di oltre 170 000 000 passeggeri annui. La stazione di Milano Smistamento è lo scalo di smistamento ferroviario più grande d'Italia.

#### Servizio ferroviario suburbano

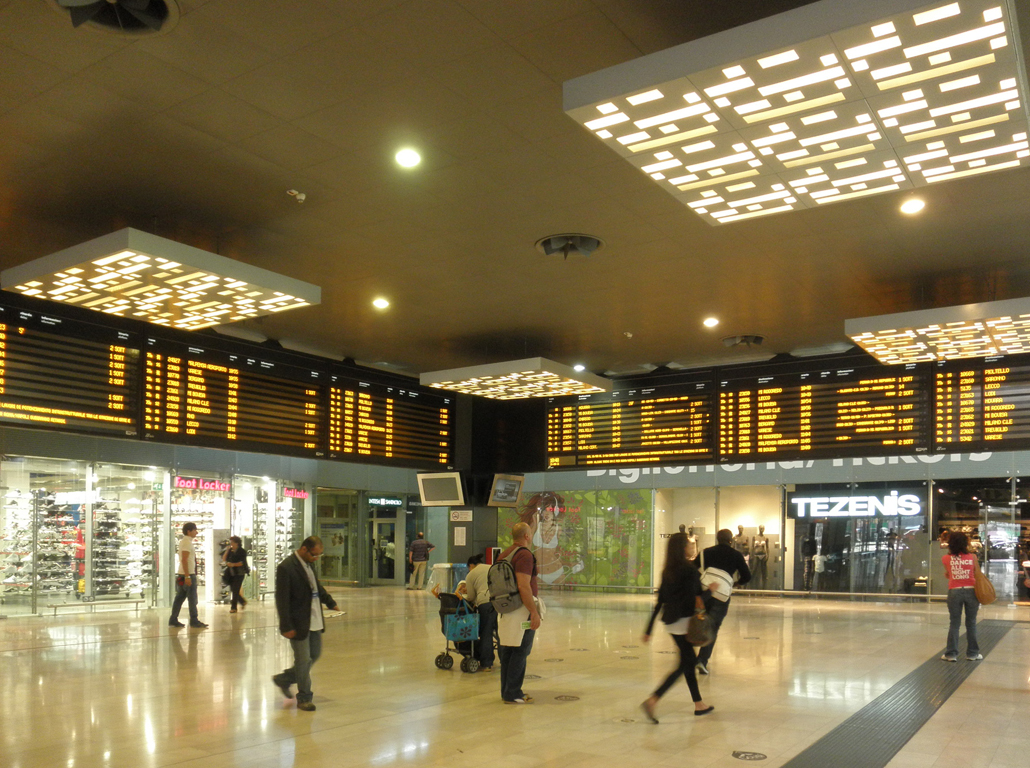
La stazione di Porta Garibaldi, dove si incrociano il maggior numero di linee suburbane, 8 su 13

Mappa del servizio suburbano

Milano possiede un servizio ferroviario suburbano strutturato in modo organico. Il servizio ferroviario suburbano milanese è nato il 12 dicembre 2004, dopo l'apertura dell'ultima stazione del passante ferroviario, Porta Vittoria. Proprio il passante rappresenta il fulcro di questo servizio: si tratta, infatti, di una linea ferroviaria sotterranea, lunga 9 km, che attraversa la città da nord-ovest a est e all'interno della quale i treni raggiungono una frequenza media di sei minuti.
Noto come "linee S", il servizio collega direttamente i vari agglomerati urbani dell'area metropolitana milanese col centro della città, favorendo gli interscambi con la rete metropolitana e i mezzi di superficie (tram, filobus e autobus) milanesi e coi collegamenti ferroviari di lunga percorrenza.
Composto da 12 linee, di cui 6 utilizzano il passante ferroviario, il servizio suburbano serve 124 stazioni, ha una lunghezza complessiva di oltre 400 km e viene utilizzato da circa 165 000 persone al giorno, risultando così il più esteso servizio ferroviario suburbano d'Italia. Dal 2011 è gestito interamente da Trenord, fatta eccezione per la linea S5, che Trenord gestisce in associazione temporanea di imprese con ATM. Il servizio compariva, anche se in maniera semplificata, nelle mappe della metropolitana, dove viene indicato con il colore blu; a partire dal 2021, sulla mappa che viene gradualmente installata in tutte le stazioni, le linee suburbane vengono però indicate con una linea colorata più stretta rispetto alle linee della metropolitana, una per ogni linea.
| Linea | Percorso                             | Inaugurazione o integrazione | Ultima estensione | Lunghezza totale | Stazioni | Gestore             | Note |
| ----- | ------------------------------------ | ---------------------------- | ----------------- | ---------------- | -------- | ------------------- | ---- |
|       | Saronno-Lodi                         | 2004                         | 2009              | 55,4 km          | 25       | Trenord             | -    |
|       | Mariano Comense-Milano Rogoredo      | 2004                         | 2015              | 34,7 km          | 20       | Trenord             | -    |
|       | Saronno-Milano Cadorna               | 2004                         | -                 | 22,0 km          | 13       | Trenord             | -    |
|       | Camnago-Lentate-Milano Cadorna       | 2004                         | 2006              | 21,2 km          | 13       | Trenord             | -    |
|       | Varese-Treviglio                     | 2004                         | 2009              | 92,6 km          | 31       | ATI (Trenord - ATM) | -    |
|       | Novara-Treviglio                     | 2004                         | 2009              | 83,5 km          | 25       | Trenord             | -    |
|       | Lecco-Molteno-Milano Porta Garibaldi | 2014                         | -                 | 57,0 km          | 22       | Trenord             | -    |
|       | Lecco-Carnate-Milano Porta Garibaldi | 2009                         | -                 | 49,9 km          | 13       | Trenord             | -    |
|       | Saronno-Albairate                    | 2004                         | 2022              | 64,0 km          | 24       | Trenord             | -    |
|       | Chiasso-Rho                          | 2008                         | 2015              | 63,9 km          | 18       | Trenord             | -    |
|       | Cormano-Cusano Milanino-Melegnano    | 2016                         | 2024              | 22,4 km          | 15       | Trenord             |      |
|       | Garbagnate Milanese-Pavia            | 2011                         | 2024              | 39,0 km          | 19       | Trenord             | -    |

#### Servizi ferroviari regionali

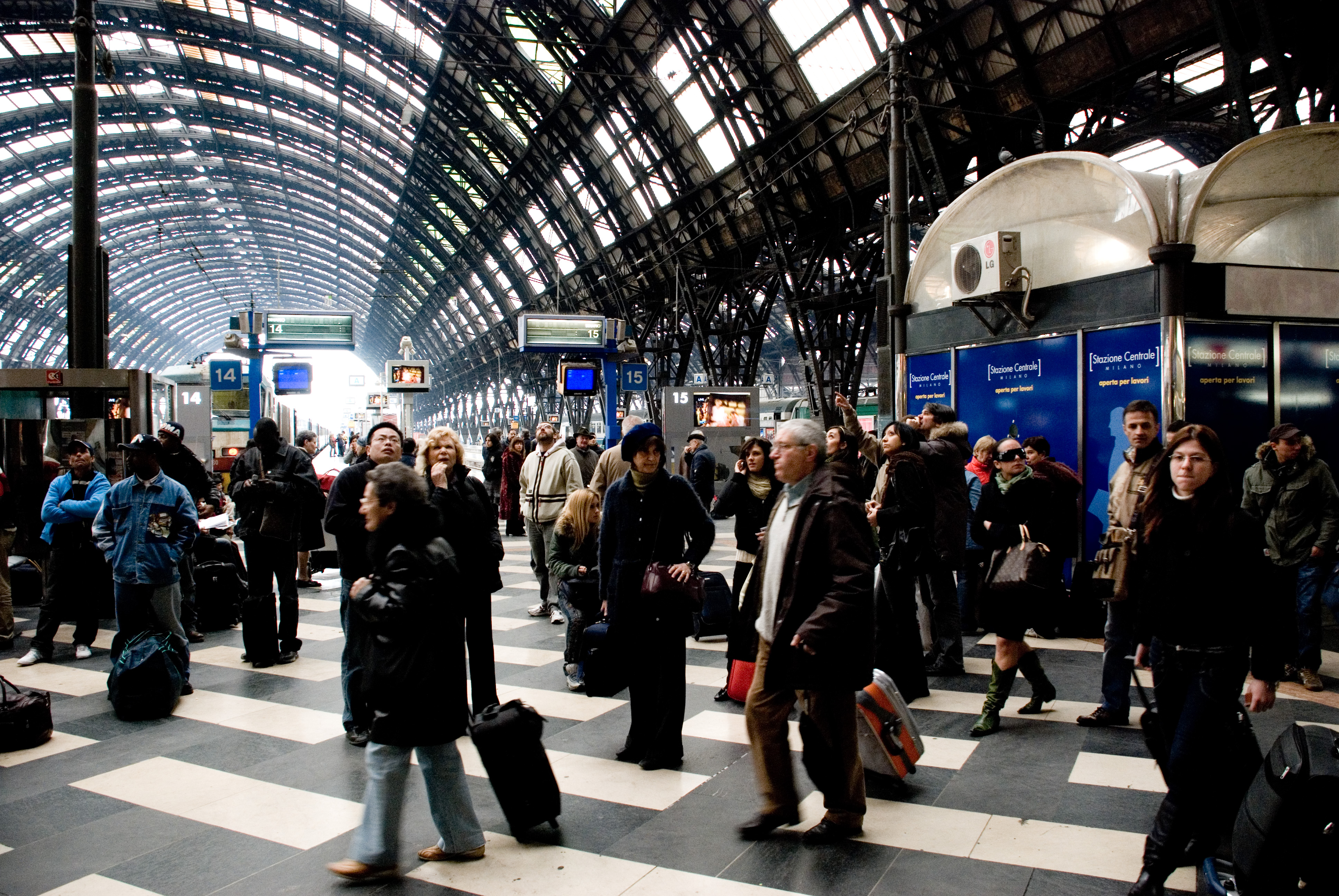
Interno della stazione Centrale

Milano è anche al centro di un complesso sistema di linee regionali che la collegano con il resto della Lombardia. Le relazioni sono classificate come treni regionali, abbreviati con la sigla R, e come treni RegioExpress, abbreviati con la sigla RE; la differenza tra le due categorie consiste nel minor numero di fermate e nei minori tempi di percorrenza dei treni RE rispetto ai R. A queste due categorie si aggiungono, infine, i regionali veloci, abbreviati con la sigla RV e attivi sulle direttrici Milano-Bologna, Milano-Genova e Milano-Torino, che fermano solo nelle stazioni principali.
Le relazioni regionali e RegioExpress a servizio del capoluogo lombardo sono:
- R4 Brescia - Treviglio - Milano Greco Pirelli
- R14 Bergamo - Carnate - Milano Porta Garibaldi
- R16 Asso - Milano Cadorna
- R17 Como Lago - Saronno - Milano Cadorna
- R22 Laveno Nord -Varese Nord - Saronno - Milano Cadorna
- R27 Novara Nord - Saronno - Milano Cadorna
- R28 Malpensa Aeroporto Terminal 2 - Saronno - Milano Centrale
- R31 Mortara - Milano Porta Genova
- R34 Stradella - Pavia - Milano Greco Pirelli
- R38 Piacenza - Lodi - Milano Greco Pirelli
- RE1 Laveno Nord - Varese Nord - Saronno - Milano Cadorna
- RE2 Bergamo - Treviglio - Milano Centrale
- RE4 Domodossola - Milano Centrale
- RE5 Porto Ceresio - Varese - Gallarate - Milano Porta Garibaldi
- RE6 Verona - Brescia - Milano Centrale
- RE7 Como Lago - Saronno - Milano Centrale
- RE8 Tirano - Sondrio - Lecco - Milano Centrale
- RE11 Mantova - Cremona - Codogno - Milano Centrale
- RE13 Alessandria - Pavia - Milano Centrale
- RE80 Locarno - Lugano - Chiasso - Como San Giovanni - Milano Centrale

#### Servizi ferroviari nazionali e internazionali

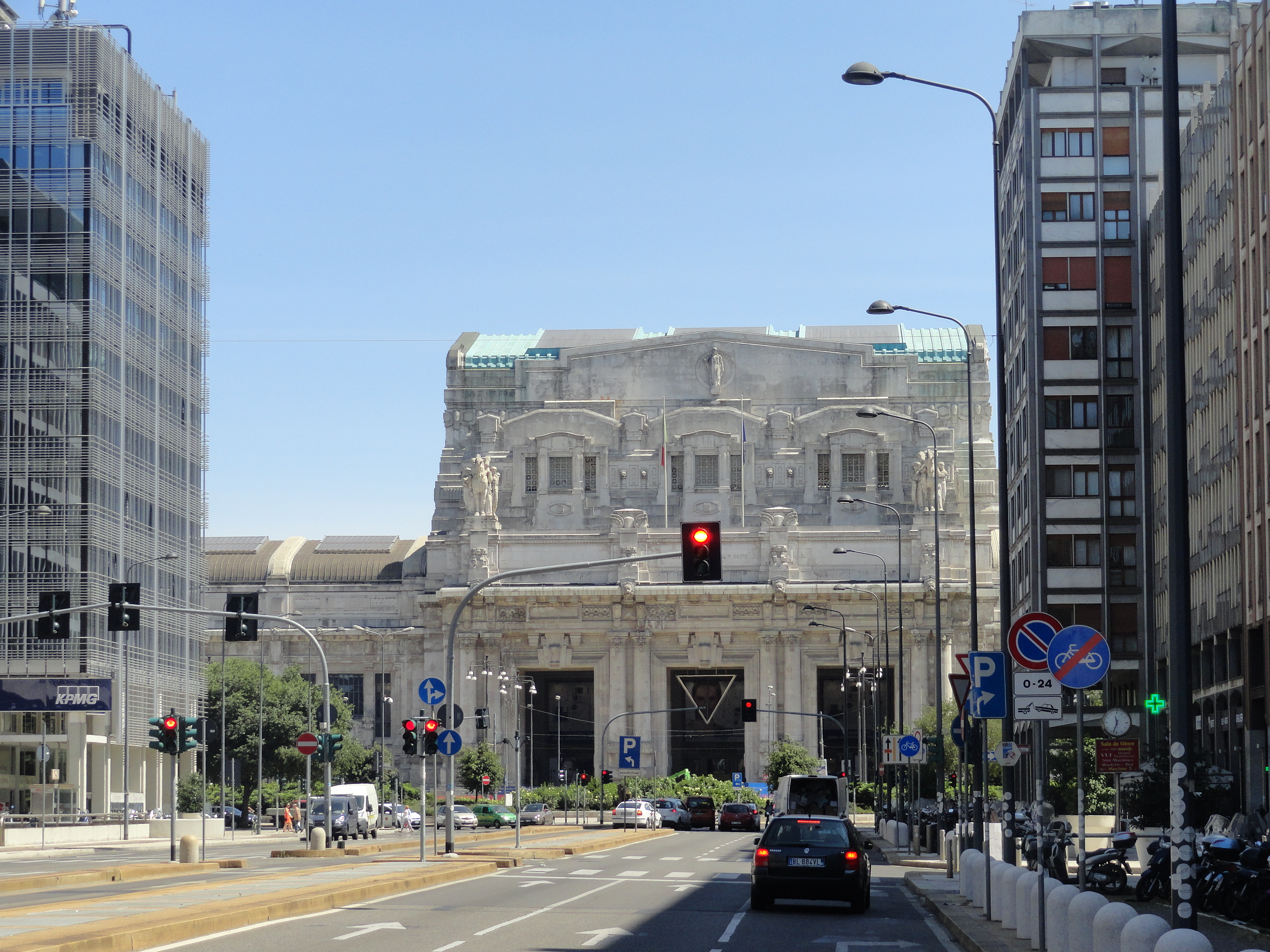
La stazione Centrale, principale snodo ferroviario milanese

Milano è connessa molto bene anche col resto d'Italia e d'Europa.
In ambito nazionale, Milano rappresenta un importante snodo dell'alta velocità ferroviaria, venendo servito dai Frecciarossa di Trenitalia e dai treni italo. di Nuovo Trasporto Viaggiatori. La principale stazione per l'alta velocità è Milano Centrale, attuale seconda stazione più trafficata d'Italia, cui si aggiungono le stazioni di Milano Porta Garibaldi, Milano Rogoredo e Rho Fiera.
Le principali destinazioni sono, Torino, Bologna, Firenze, Roma e Napoli, insieme a Genova, Venezia e Trieste.
In ambito internazionale, le principali destinazioni giornaliere sono Berna, Lugano, Ginevra, Zurigo, Parigi. Vienna e Monaco di Baviera, grazie a relazioni gestite da Trenitalia France, che si occupa dei collegamenti tra Italia e Francia; le Ferrovie Federali Svizzere, per i collegamenti con Berna, Lugano, Ginevra e Zurigo; le Österreichische Bundesbahnen, per i collegamenti con Vienna; e le Deutsche Bahn, per i collegamenti con la Germania.

#### Collegamenti aeroportuali

Mappa del servizio Malpensa Express

Milano è collegata al suo aeroporto più trafficato, l'aeroporto di Malpensa, mediante un servizio ferroviario denominato Malpensa Express. Il servizio, attivato nel 1999 e gestito da Trenord, è disponibile in due relazioni: Malpensa-Milano Cadorna o Malpensa-Milano Centrale, quest'ultima con fermata intermedia presso Milano Porta Garibaldi; il tempo di percorrenza, secondo la relazione scelta, varia dai 30 ai 45 minuti.
L'aeroporto di Milano-Linate è servito dalla linea M4 della metropolitana attraverso la stazione dedicata, e di lì collegato alle stazioni Forlanini e Dateo del servizio ferroviario suburbano.
L'aeroporto di Bergamo-Orio al Serio verrà collegato via ferrovia alla stazione di Bergamo e di lì alla ferrovia Milano-Bergamo entro l'apertura delle Olimpiadi invernali 2026.

### Trasporto aereo

#### Aeroporti

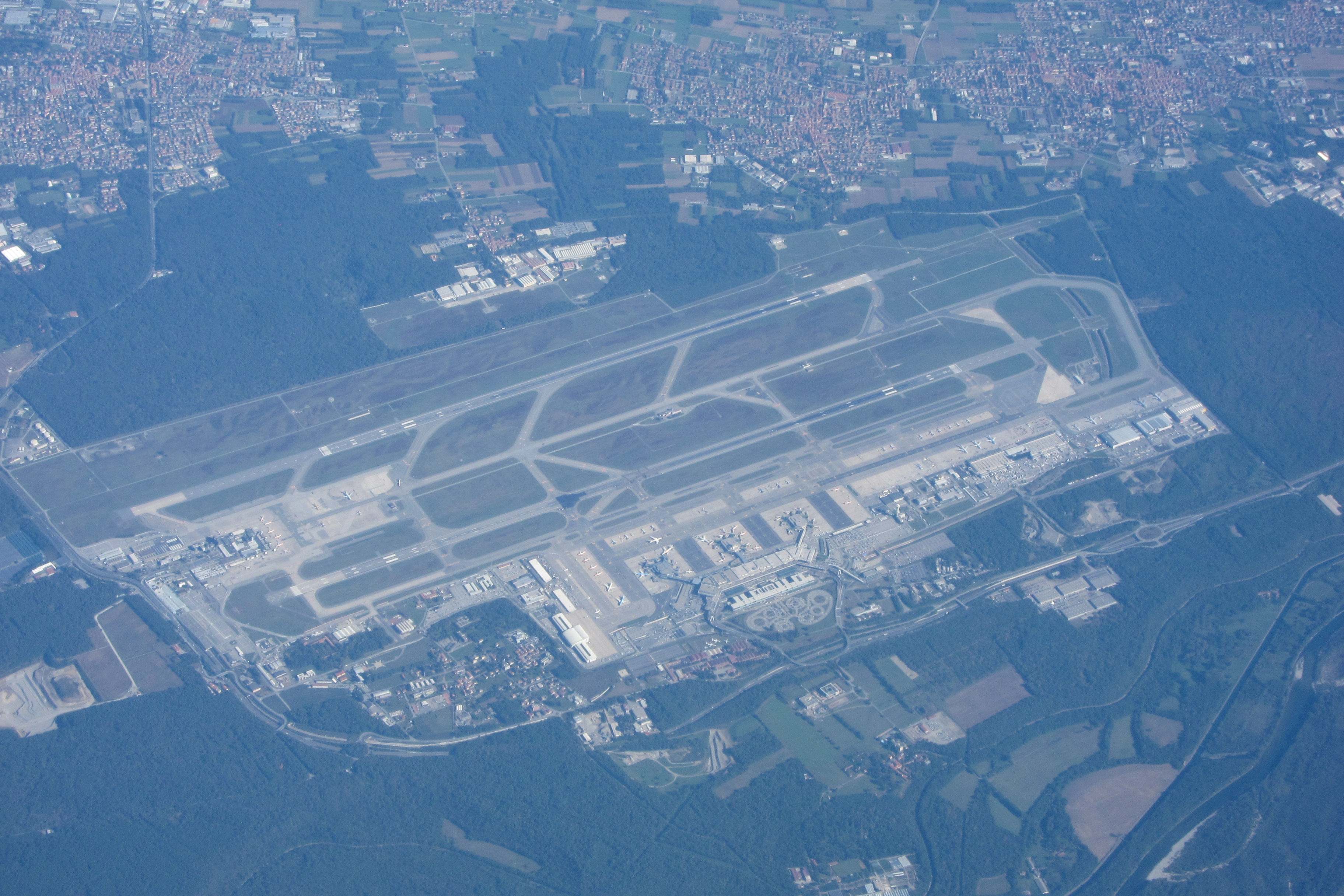
Vista dall'alto dell'aeroporto di Milano-Malpensa

La città di Milano è servita da tre aeroporti; a essi si aggiunge anche l'aeroporto di Bresso, ormai inglobato all'interno dell'area urbana della città e utilizzato solo per scopi turistici.
L'aeroporto di Milano-Malpensa, situato in provincia di Varese all'interno del parco naturale lombardo della Valle del Ticino, è il maggiore scalo aeroportuale della città, nonché secondo aeroporto più trafficato d'Italia. Dista 45 km dal centro della città, a cui è collegato attraverso il servizio ferroviario Malpensa Express, attivo dal 1999, che si attesta presso le stazioni di Milano Cadorna, Milano Centrale e Milano Porta Garibaldi. Anche alcune compagnie di autobus fanno la spola tra l'aeroporto e il centro di Milano. Malpensa ha a disposizione due terminal: il terminal 2, quello originale, oggi utilizzato solo dai voli della compagnia low-cost easyJet, e il terminal 1, aperto nel 1998 e dotato di tre satelliti.
L'aeroporto di Milano-Linate, situato nel comune di Peschiera Borromeo, precisamente nella frazione di Linate, è il secondo scalo aeroportuale della città per numero passeggeri e il terzo d'Italia. Dista solo 7 km dal centro, a cui è collegato da un servizio di bus e dall'omonima stazione della linea M4 della metropolitana di Milano. Dispone di un unico terminal.
L'aeroporto di Bergamo-Orio al Serio, situato in provincia di Bergamo nel comune di Orio al Serio, è lo scalo dedicato a voli di compagnie aeree a basso costo, nonché quarto aeroporto più trafficato d'Italia. Dista 50 km dal centro di Milano e viene, infatti, venduto da alcuni vettori come aeroporto di Milano-Bergamo o aeroporto di Milano-Orio al Serio. È dotato di un unico terminal. Questo aeroporto è collegato a Milano tramite autobus-navetta.

#### Idroscalo
Milano è anche dotata di un idroscalo situato nella periferia est della città, accanto all'aeroporto di Milano-Linate, nel comune di Segrate. Realizzato alla fine degli anni venti e inaugurato nel 1930, quando l'idrovolante rappresentava l'aereo di linea per eccellenza sulle grandi distanze, viene utilizzato oggi, in seguito al declino dell'idrovolante, come polo di attività ricreative e sportive. L'idroscalo ha, infatti, ospitato più volte i campionati mondiali, europei ed italiani di canottaggio e canoa/kayak.
Soprannominato, comunemente, il "mare di Milano", è servito a breve distanza dalla stazione Linate Aeroporto della linea M4 della metropolitana di Milano.

### Trasporto stradale

#### Autostrade

Rete autostradale della città metropolitana di Milano

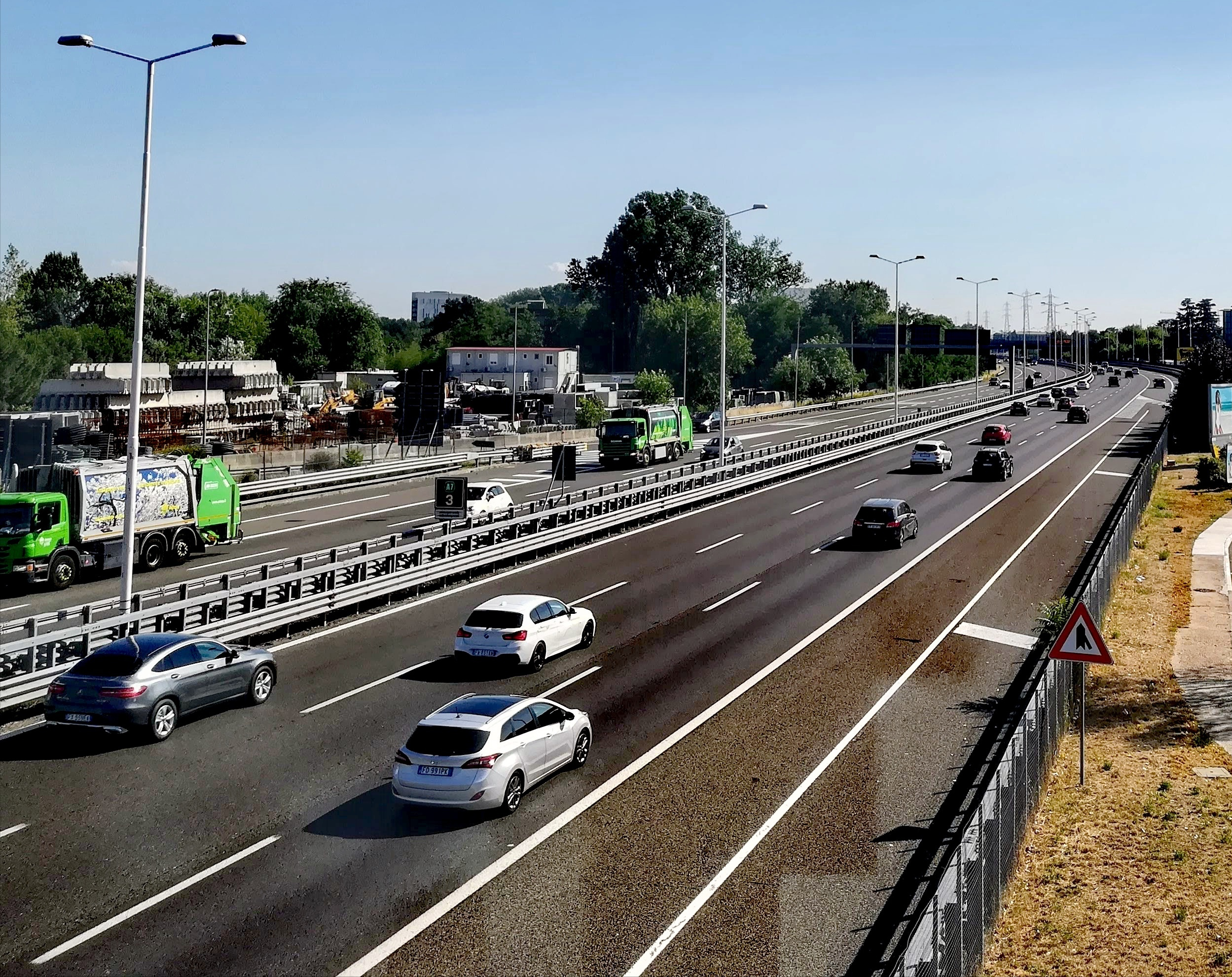
Autostrada A7 dei Giovi nei pressi dell'uscita via del Mare/Cantalupa

Per la sua posizione, Milano risulta essere un importantissimo nodo stradale e autostradale, poiché punto di congiunzione della grande trasversale padana est-ovest con la dorsale italiana nord-sud. Il sistema autostradale di Milano è costituito da 6 autostrade: l'autostrada A1, detta anche "autostrada del Sole", che collega Milano a Napoli passando per Bologna, Firenze e Roma. Con una lunghezza complessiva di 759,4 km, è la più lunga autostrada italiana in esercizio, nonché asse meridiano principale della rete autostradale italiana; l'autostrada A4, soprannominata "Serenissima", che attraversa da ovest a est l'intera pianura padana, partendo da Torino, passando per Milano e terminando a Sistiana, frazione del comune di Duino-Aurisina, da cui prosegue verso Trieste, senza soluzione di continuità, con la classificazione di raccordo autostradale 13; l'autostrada A7, che collega Milano con Genova; l'autostrada A8 che collega Milano con Varese; l'autostrada A9, che collega Milano con Como e il confine con la Svizzera e l'autostrada A35, soprannominata "BreBeMi", che collega Milano con Brescia senza passare per Bergamo, con un percorso posizionato più a sud rispetto al tracciato dell'autostrada A4.
A esse si aggiungono anche l'autostrada A36, detta "autostrada Pedemontana Lombarda" e in costruzione, e 4 tangenziali: l'autostrada A50 o "tangenziale Ovest di Milano", tangente l'area suburbana di Milano da sud-est a nord-ovest; l'autostrada A51 o "tangenziale Est di Milano", tangente alla città e alla sua area suburbana nella sua parte est; l'autostrada A52 o "tangenziale Nord di Milano", tangente all'area suburbana di Milano nella sua parte nord e l'autostrada A58 o "tangenziale Est Esterna di Milano", in acronimo "TEEM", realizzata parallelamente alla tangenziale est per alleggerire la mole di traffico su quest'ultima.
Nonostante l'ampiezza della sua rete autostradale e stradale, Milano, nel 2013, risultava quarta tra le città italiane più trafficate, superata rispettivamente da Palermo, Roma e Napoli.

#### Rete automobilistica

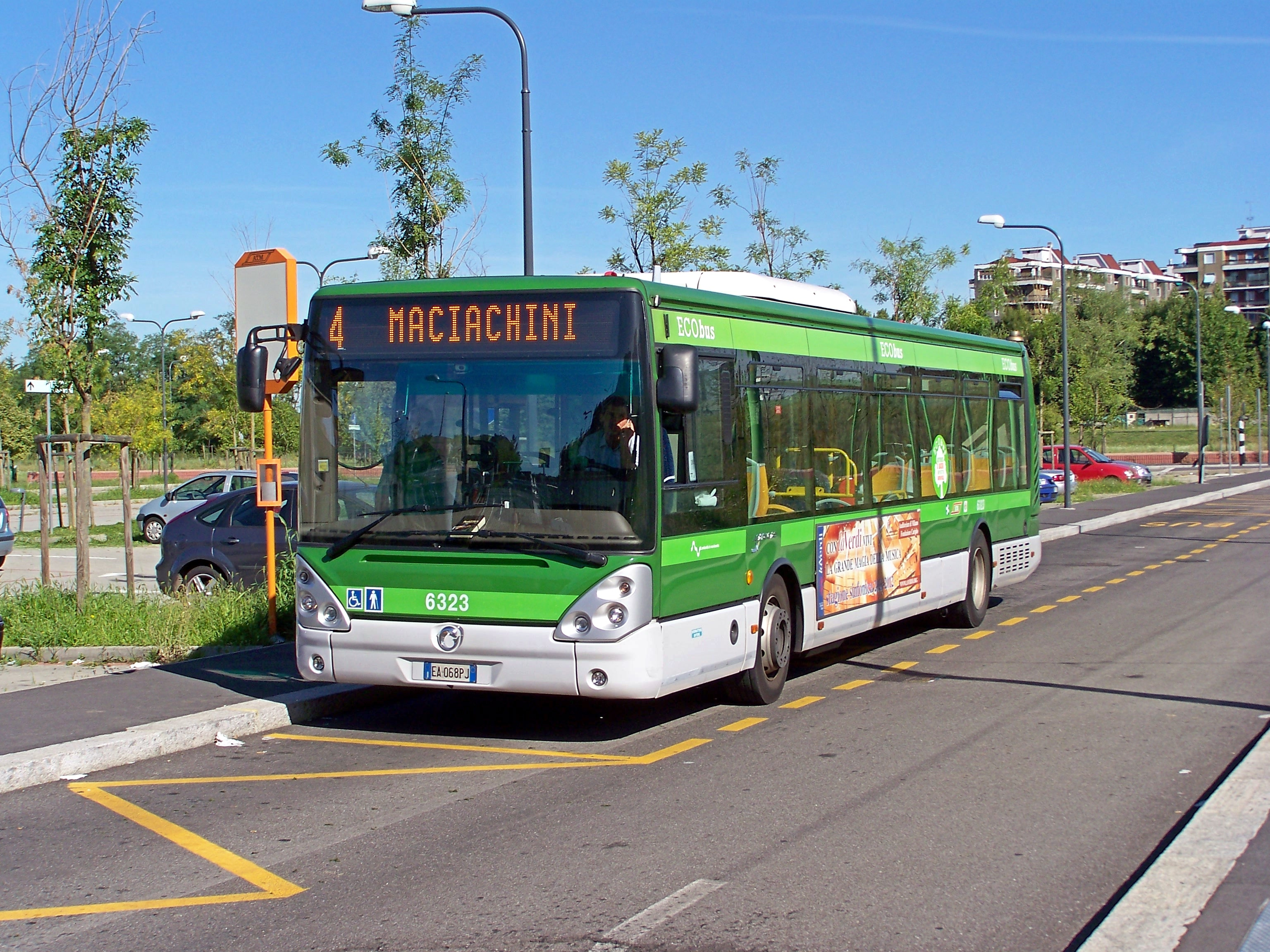
Autobus urbano appena fuori dal Parco Nord Milano

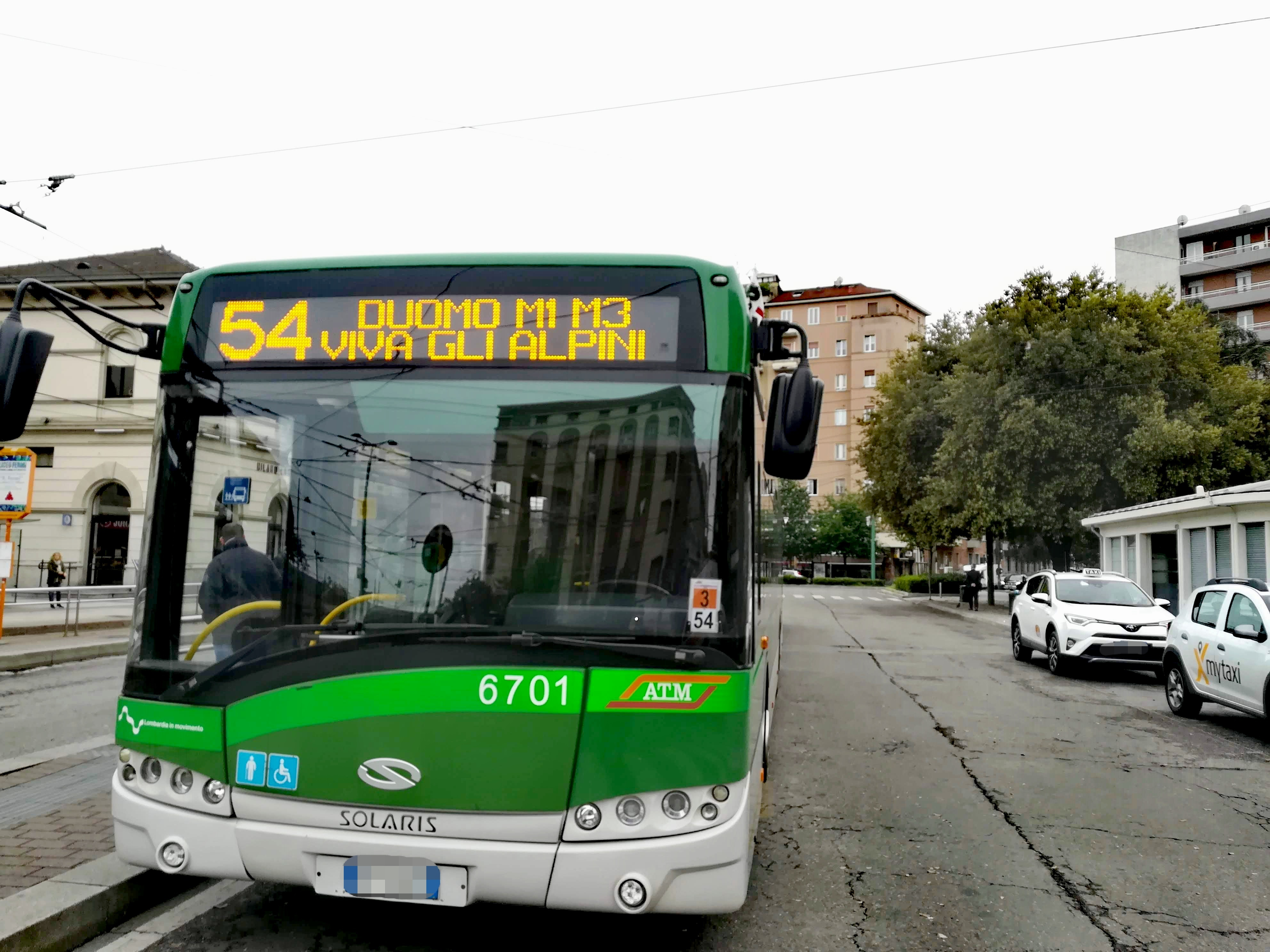
Autobus urbano Solaris Urbino recante una scritta dedicata alla 92ª adunata nazionale degli alpini

La rete automobilistica comunale di Milano si compone di circa 100 linee, per una lunghezza complessiva di oltre 870 km. Il parco autobus utilizzato è composto da circa 1 350 mezzi ed ha una vetustà media di 9 anni.
Durante le ore notturne, dalle 22:00 alle 2:00, è attivo un servizio di 15 linee, denominato Radiobus, che serve diversi quartieri; le linee di questo servizio sono indicate generalmente con una lettera Q, che sta per quartiere, seguita da un numero. Questo servizio fornisce per ogni notte una o forse più vetture, ciascuna delle quali può muoversi soltanto all'interno di un quartiere. Dal 2011, durante le ore notturne, è attivo un servizio composto da sedici linee che ricalcano il percorso delle linee metropolitane e di alcune linee di forza della rete: i transiti avvengono ogni mezz'ora. Tali linee sono indicate con una lettera N seguita da un numero; fanno eccezione solo le quattro linee che ricalcano il percorso delle linee M1, M2, M3 ed M4 della rete metropolitana e che sono denominate NM1, NM2, NM3 e NM4. Alcune di queste linee risultano attive tutte le notti, altre solamente le notti tra venerdì e sabato e sabato e domenica, oltre che nelle notti precedenti i festivi.
La rete automobilistica di area urbana (a servizio dell'hinterland milanese) si compone di circa 100 linee, mentre quella interurbana di ulteriori 120 linee.
Quest'ultima è suddivisa in 6 sottoreti, a ciascuna delle quali corrisponde un proprio territorio di pertinenza (1.nord-ovest, 2.nord, 3.nord-est, 4.sud-est, 5.sud-ovest, 6.ovest); complessivamente la rete si sviluppa per una lunghezza complessiva di oltre 3 500 km, ed è esercita con un parco autobus composto da circa 700 mezzi con una vetustà media di 8 anni.

#### Rete filoviaria

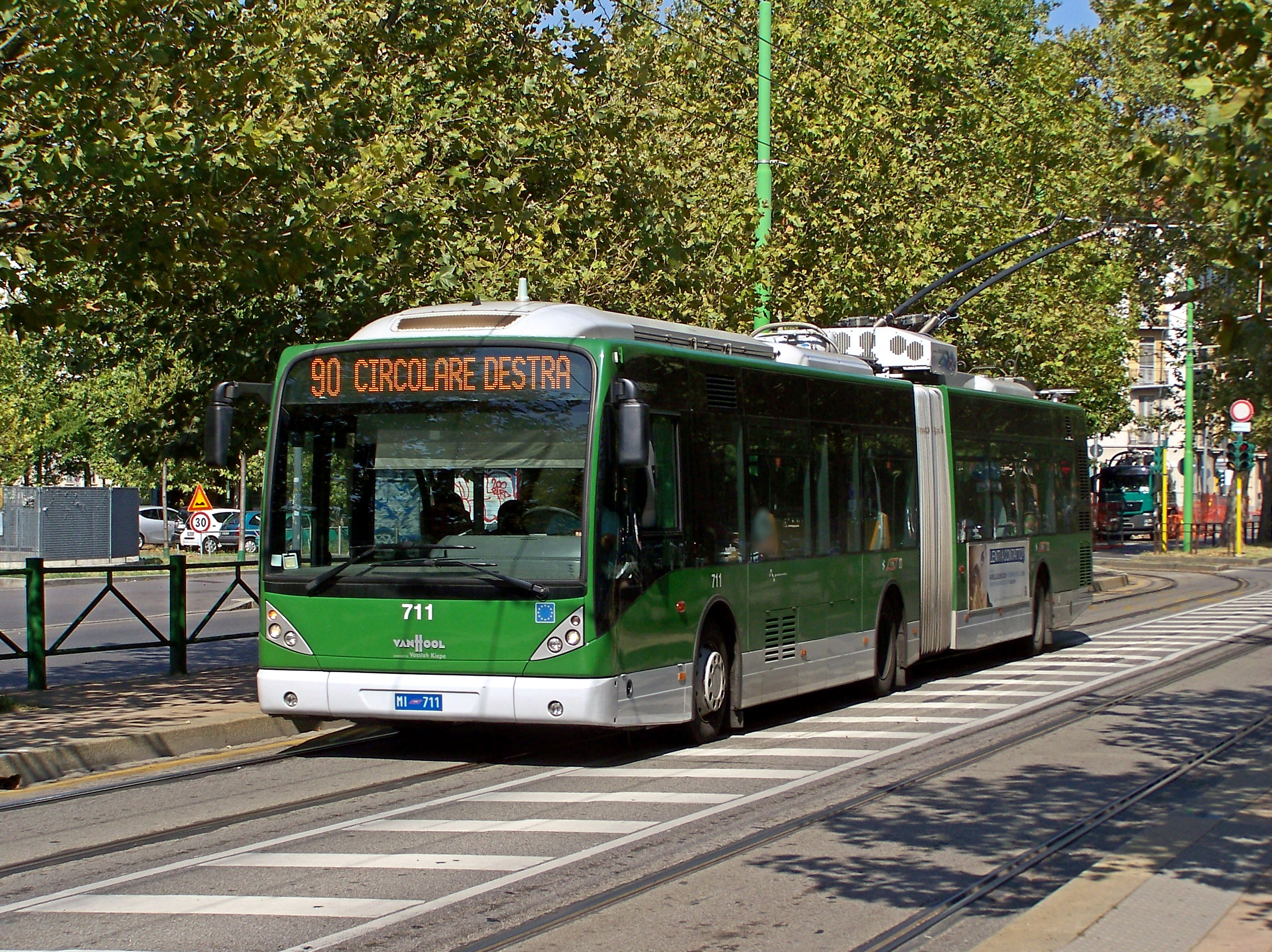
Filobus in corsa su viale Tibaldi

La rete filoviaria milanese si sviluppò a partire dagli anni trenta, con l'apertura, nel 1933, della linea 81 che collegava piazza Spotorno con piazza Dergano. Nei decenni successi la rete si sviluppò rapidamente, fino alla prima metà degli anni settanta, quando, dopo aver raggiunto la massima estensione di 140 km, la rete fu in gran parte abbandonata e sostituita da autobus convenzionali.
La rete si compone di 4 linee e, con un'estensione totale superiore a 40 km, risulta essere una delle reti filoviarie più estese d'Italia:
- 90 Circolare destra
- 91 Circolare sinistra
- 92 Viale Isonzo <> Bovisa FN
- 93 Viale Omero <> Lambrate FS

#### Ciclismo urbano e micromobilità

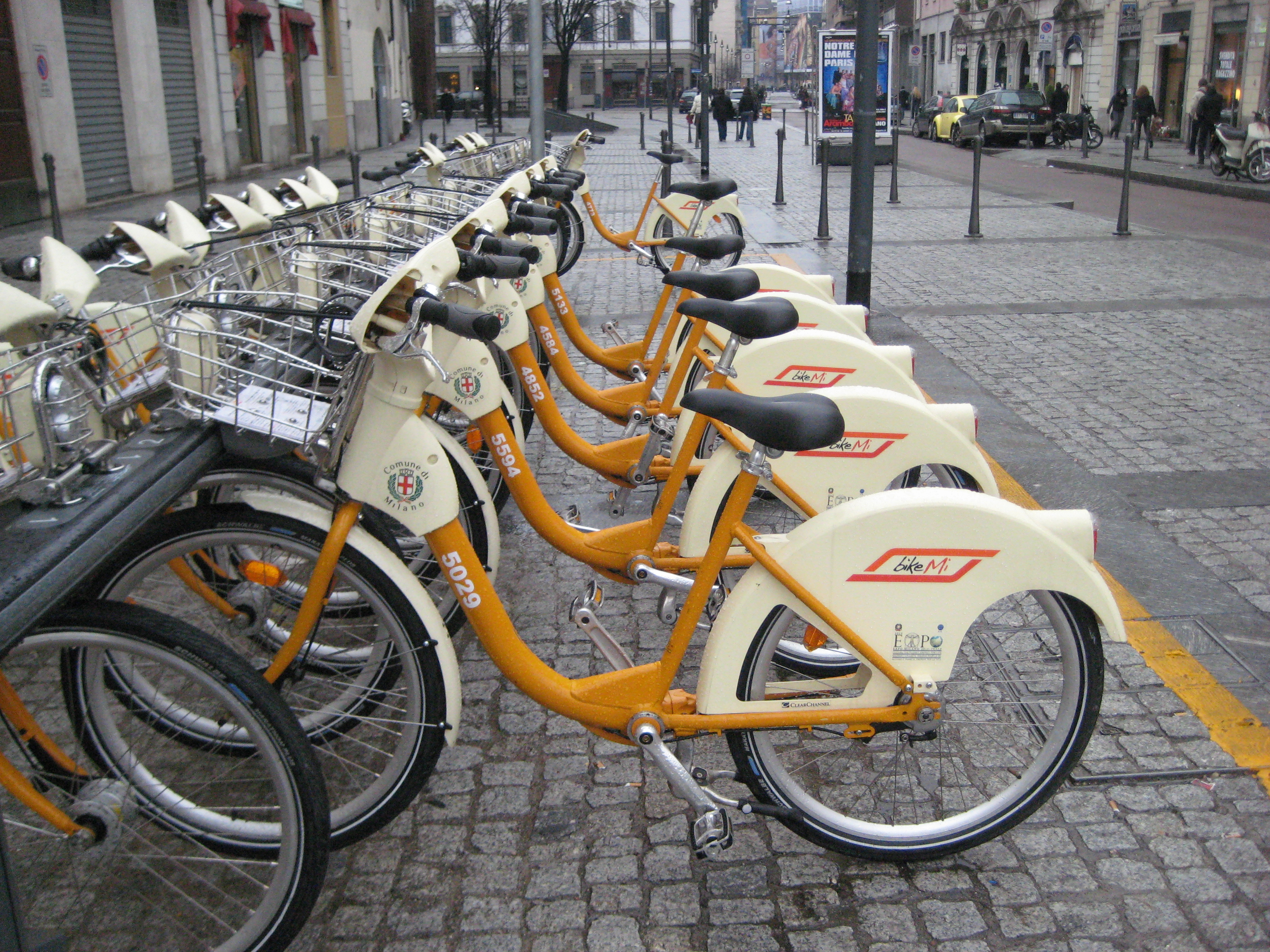
Stazione del servizio BikeMi

Nonostante l'andamento pianeggiante del territorio, l'utilizzo dell'bicicletta come mezzo di trasporto a Milano è ancora piuttosto limitato, specialmente se confrontato con la realtà di altre città europee; sono stati fatti, comunque, progressi notevoli negli ultimi anni. La stessa rete di piste ciclabile, che oggi conta un'estensione di 312 km, è tuttora in espansione con il progetto Cambio e l'obiettivo di arrivare a 750 km di piste ciclabili nella città metropolitana.
Malgrado la modesta estensione delle ciclabili, il servizio di bike sharing di Milano è primo in Italia e sesto in Europa, dopo Parigi, Londra, Barcellona, Lione e Bruxelles, ed è utilizzato in media da 15 890 persone al giorno. Il servizio, denominato "BikeMi", è gestito da IGP S.p.A. e ATM ed è stato attivato nel 2008; ad agosto 2021 possiede 5.430 biciclette (incluse le biciclette a pedalata assistita) e 320 stazioni.
È attivo dalle 6.00 a mezzanotte, con prolungamenti di orario durante eventi speciali. Esistono tre tipi di abbonamento: giornaliero, settimanale o mensile; inoltre, i primi 30 minuti di utilizzo delle biciclette non a pedalata assistita sono gratuiti.
Negli ultimi sono stati attivi da privati servizi di micromobilità con monopattini elettrici. Ad oggi (2022) i servizi sono i seguenti: Bird, Bit Mobility, Dott, Helbiz, Lime, Voi e Tier. È iniziato nel 2022 il progetto di riqualificazione di diverse strade da integrare nella rete di piste ciclabili dal nome "cambio". Una prima tratta per l'idroscalo è stata aperta alla fine del mese di giugno 2022.

#### Car sharing
A Milano, sono attivi differenti servizi di car sharing come GuidaMi (oggi GirACI). Quello di ACI (in precedenza gestito da ATM) non è tuttavia l'unico servizio di car sharing; in totale, a Milano, sono 60 000 gli abbonati e 1 500 le vetture destinate a tale servizio. Milano risulta, quindi, la prima città in Italia e in Europa per car sharing.